# پارناسیوس
پارناسیوس (نام علمی: Parnassius) نام یک سرده از تیره پروانه‌های دم‌چلچله‌ای است.